# Bohoslužba

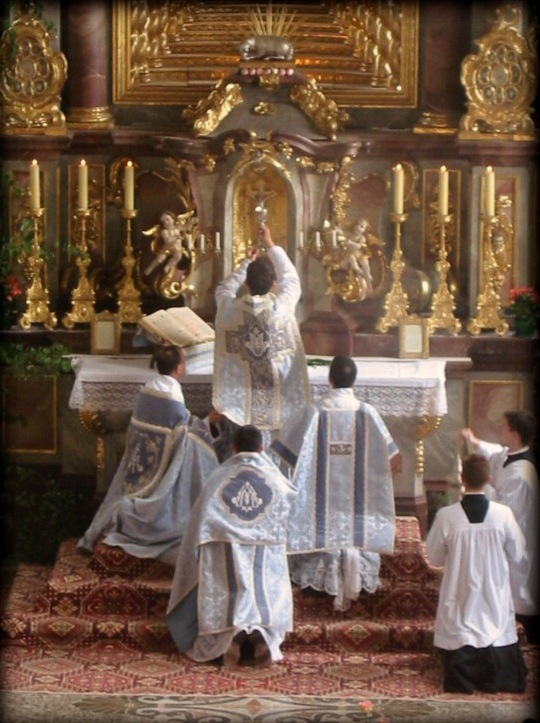
Římskokatolická bohoslužba, neboli mše svatá

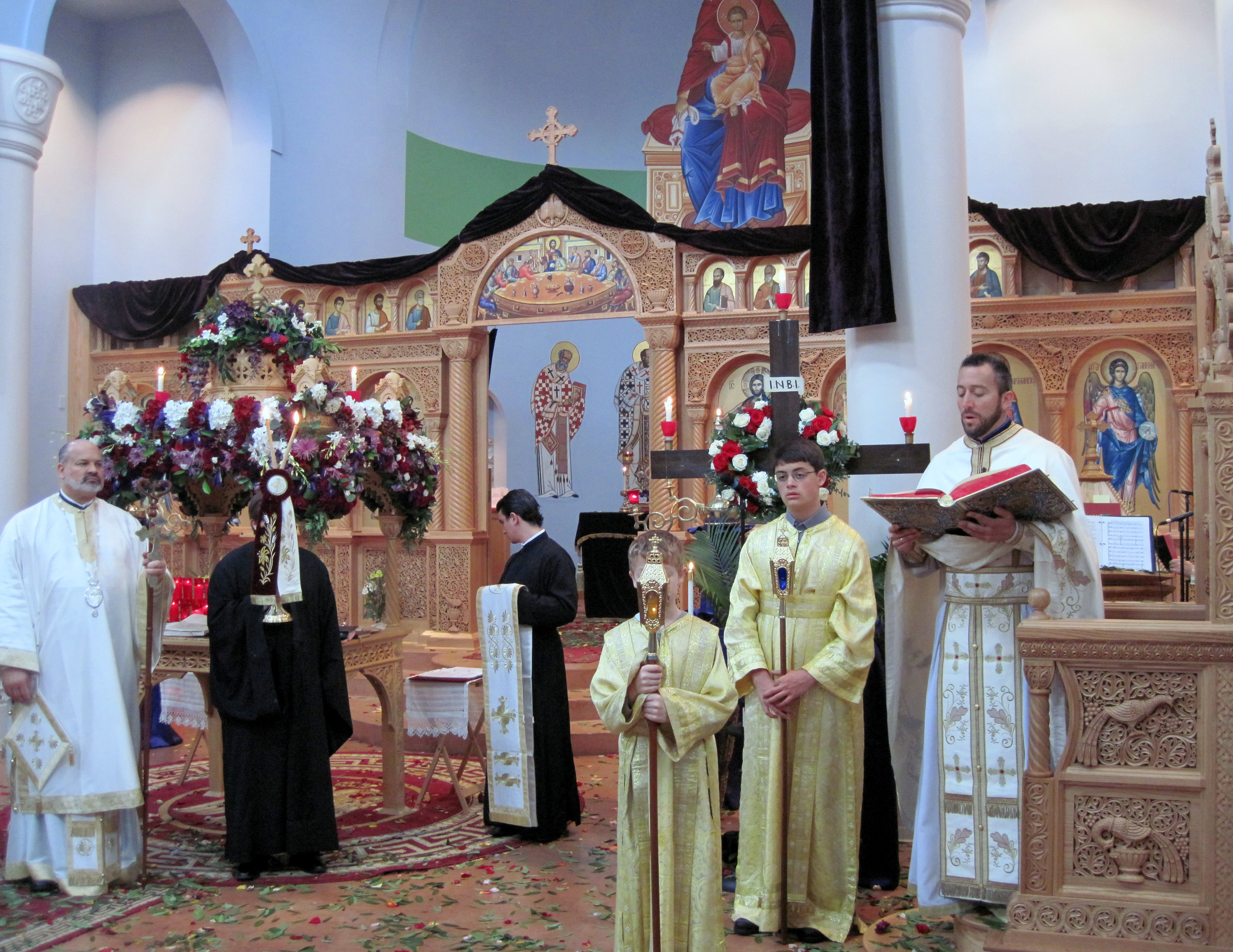
Pravoslavná bohoslužba, neboli Božská liturgie

Bohoslužba je nábožensky motivované setkání lidí za účelem komunikace s božstvem, setkání s ním nebo oběti, která mu má být přinesena. Bohoslužba se může odehrávat v prostoru pro ni určeném (chrám, kostel, modlitebna, synagoga, mešita, pagoda apod.), v obyčejném domě nebo na volném prostranství či v přírodě. Bohoslužba má často ritualizovaný, tradičně předávaný průběh, avšak existují i bohoslužby spontánní.

## Islám
Islám nemá bohoslužbu v pravém slova smyslu. Kazatel (chatíb) pronáší před páteční polední modlitbou kázání (chutbu, sg. chutba), skládající se z úvodu, hlavní části a po krátké přestávce kratším komentáři. Úvod kázání představují chvalořeči na Boha, Proroka a jeho druhy a zpravidla bývají neměnné. Hlavní část komentuje více či méně aktuálního tématu z náboženského, společenského či politického dění a bývá podložen citacemi z Koránu, z Prorokových výroků a činů či z výroků a činů jeho žen, dcer a druhů a muslimských učenců. Kratší komentář před společnou modlitbou bývá zpravidla operativního rázu.

## Křesťanství

### Historický vývoj
Již v novozákonních spisech lze najít zmínky o různých podobách bohoslužby, jak ji zachycují Skutky apoštolů a některé listy svatého Pavla. V celé patristické epoše pak nacházíme časté zmínky o křesťanské bohoslužbě, která je zde nazývána také liturgie. Svatý Justin Mučedník († 165) píše ve své První apologii, že bohoslužba se skládá ze čtení z Písma, kázání, přímluv a slavení večeře Páně. Podoba liturgie se lišila v závislosti na dané církevní obci, nechyběly při ní ani pohybové prvky (např. určitý druh procesí při římských stationes). Bohoslužebné knihy, např. sakramentáře, které se zachovaly z 5. a 6. století zachycují poměrně dobře, jak křesťanská bohoslužba ve starověku vypadala.
K zásadnímu zvratu dochází až v době protestantské reformace, kdy je v některých reformačních směrech dlouho trvající historický vývoj bohoslužby přerván a dochází k pokusům o návrat k původní podobě křesťanské bohoslužby. Pro římskokatolickou církev má pak v současnosti významný vliv liturgická reforma Druhého vatikánského koncilu.

### Východní církev
Ve východních církvích je ústřední bohoslužbou božská liturgie, slavení eucharistie, které je ve vlastním smyslu považováno za jedinou pravou bohoslužbu.

### Římskokatolická církev
V římskokatolické církvi se považuje za bohoslužbu slavení eucharistie (mše), slavení svátostí (např. křest, církevní sňatek, svěcení), bohoslužba slova, liturgie hodin, různé lidové pobožnosti, pohřeb a svěcení kostela a oltáře.

### Luterství
V luterství se za bohoslužbu považuje četba Bible, modlitba, kázání, zpěvy, vyznání hříchů a večeře Páně.

### Reformované církve
Základním prvkem bohoslužby reformovaných církví je kázání. Večeře Páně se velmi často slaví první neděli v měsíci a navíc při příležitosti církevních svátků, kterými jsou Vánoce, Velikonoce, Letnice. Často také při křestním shromáždění a přijímáním nových členů do církve. Liturgie je velmi jednoduchá a také značně variabilní. V poslední době je důraz kladen také na uctívání, což se děje prostřednictvím písní, tzv. chvál.

### Svobodné církve
Svobodné církve nemají žádnou ritualizovanou podobu bohoslužby. Bohoslužbu tvoří obvykle společná modlitba doprovázená písněmi a biblickými texty.
V pentekostálním a charismatickém hnutí nemá na první pohled bohoslužba pevnou strukturu, ale dnes se zpravidla bohoslužba skládá z úvodní části, v níž mohou po pozdravu zaznívat např. svědectví, dále následuje blok zpívaných chval, dále kázání, modlitby (i členů shromáždění), může následovat například pomazání nebo uzdravovací shromáždění, někdy také Večeře Páně, bohoslužba končí opět blokem chval.

## Židovství
V židovství je dnes bohoslužba chápána jako nástupce obětní bohoslužby praktikované v Chrámu před jeho zničením. Bohoslužba se liší podle dne, kdy se odehrává (je rozdíl mezi bohoslužbou pro všední dny v týdnu, pro šabat a pro jednotlivé svátky), jakož i podle části dne (ranní modlitba (šacharit), odpolední modlitba (mincha) a večerní modlitba (ma’ariv), popř. přídavná modlitba musaf). Pro bohoslužbu je zapotřebí, aby se sešlo deset dospělých mužů, tzv. minjan. V liberálním judaismu se do tohoto počtu započítávají i ženy.
Bohoslužba se skládá z modlitby Amida, čtení Šema, recitace žalmů a chvalozpěvu Kadiš. V pondělí, čtvrtek, o šabatu, svátcích a půstech se ráno čte ze svitku Tóry, na šabat a v postní dny i odpoledne.